# Llista d'aeroports d'Angola

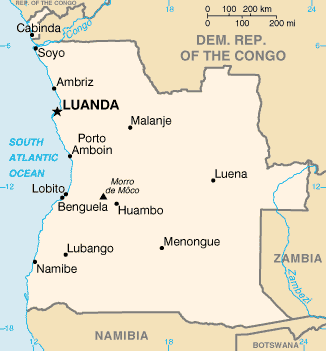
Mapa d'Angola

Aquesta és una llista d'aeroports d'Angola, enumerats per localització.
Angola, oficialment República d'Angola, és un país al centre-sud d'Àfrica que limit amb Namíbia al sud, la República Democràtica del Congo al nord, i Zàmbia a l'est; la seva costa oest es troba a l'oceà Atlàntic. La província enclavament de Cabinda té una frontera amb la República del Congo i la República Democràtica del Congo. Angola està dividida en divuit províncies i 163 municipis. La llengua oficial del país és el portuguès i la seva capital és Luanda.

## Aeroports
Els noms d'aeroports que es mostren en negreta indiquen que la instal·lació ha programat el servei de passatgers en una aerolínia comercial. Els aeroports són gestionats per l'Empresa Nacional de Exploração de Aeroportos e Navegação Aérea (ENANA).
| Ciutat                   | Província      | ICAO    | IATA    | Nom                                              | Pista d'aterratge (m)                                          |
| ------------------------ | -------------- | ------- | ------- | ------------------------------------------------ | -------------------------------------------------------------- |
| Ambriz                   | Bengo          | FNAM    | AZZ     | Aeroport d'Ambriz                                | 16/34: 2420 x 39, Brut                                         |
| Andulo                   | Bié            |         | ANL     | Aeroport d'Andulo                                | 01/19: 3048 x 50, Brut                                         |
| Benguela                 | Benguela       | FNBG    | BUG     | Aeroport de Benguela                             | 14/32: 1600 x 30, Asfalt                                       |
| Cabinda                  | Cabinda        | FNCA    | CAB     | Aeroport de Cabinda                              | 01/19: 2518 x 32, Asfalt                                       |
| Cacolo                   | Lunda Sul      | FNCC    |         | Aeroport de Cacolo                               | 11/29: 2042 x 59, Brut                                         |
| Cafunfo                  | Lunda Norte    | FNCF    | CFF     | Aeroport de Cafunfo                              | 06/24: 2612 x 42, Asfalt                                       |
| Camabatela               | Cuanza Norte   | FNCM    |         | Aeroport de Camabatela                           | 17/35: 1411 x 39, Gespa                                        |
| Camaxilo                 | Lunda Norte    | FNCX    |         | Aeroport de Camaxilo                             | 11/29: 1996 x 30, Gravel                                       |
| Camembe                  | Bengo          | FNCB    |         | Aeroport de Camembe                              | 03/21: 1536 x 69, Gespa                                        |
| Cangamba                 | Moxico         |         | CNZ     | Aeroport de Cangamba                             | 16/34: 2158 x 37, Brut                                         |
| Presa de Capanda         | Malanje        | FNCP    | KNP     | Aeroport de Kapanda                              | 15/33: 2006 x 46, Asfalt H1: 20 dia., Gespa H2: 20 dia., Gespa |
| Catoca                   | Lunda Sul      |         |         | Aeroport de Catoca                               |                                                                |
| Catumbela                | Benguela       | FNCT    | CBT     | Aeroport de Catumbela                            | 02/20: 3716 x 47, Asfalt                                       |
| Cazombo                  | Moxico         | FNCZ    | CAV     | Aeroport de Cazombo                              | 17/35: 1975 x 40, Brut                                         |
| Cuito Cuanavale          | Cuando Cubango | FNCV    | CTI     | Aeroport de Cuito Cuanavale                      | 12/30: 2731 x 27, Asfalt                                       |
| Damba                    | Uíge           | FNDB    |         | Aeroport de Damba                                | 14/32: 1237 x 37, Gespa                                        |
| Dirico                   | Cuando Cubango |         | DRC     | Aeroport de Dirico                               | 11/29: 1433 x 33, Gravel                                       |
| Dundo                    | Lunda Norte    | FNCH    | PGI     | Aeroport de Chitato                              | 13/31: 1792 x 35, Asfalt                                       |
| Dundo                    | Lunda Norte    | FNDU    | DUE     | Aeroport de Dundo                                | 05/23: 1954 x 27, Asfalt                                       |
| Huambo                   | Huambo         | FNNL    |         | Aeroport de Huambo                               | 04/22: 457 x 13, Brut                                          |
| Huambo                   | Huambo         | FNHU    | NOV     | Aeroport Albano Machado                          | 11/29: 2722 x 45, Asfalt                                       |
| Jamba                    | Huíla          | FNJA    | JMB     | Aeroport de Jamba                                |                                                                |
| Kuito                    | Bié            | FNKU    | SVP     | Aeroport de Kuito                                | 07/25: 2493 x 30, Asfalt                                       |
| Lobito                   | Benguela       | FNLB    | LLT     | Aeroport de Lobito                               | 16/34: 1521 x 30, Asfalt                                       |
| Luanda                   | Luanda         | FNLU    | LAD     | Aeroport Internacional Quatro de Fevereiro       | 05/23: 3712 x 43, Asfalt 07/25: 2490 x 51, Asfalt              |
| Luanda                   | Bengo          |         |         | Aeroport Internacional d'Angola (en construcció) | 4200 × 60                                                      |
| Luau                     | Moxico         | FNUA    | UAL     | Aeroport de Luau                                 | 17/35: 1558 x 39, Brut                                         |
| Luau                     | Moxico         | pendent | pendent | Aeroport Internacional de Luau                   | 16/34: 2600, Asfalt                                            |
| Lubango                  | Huíla          | FNUB    | SDD     | Aeroport de Lubango                              | 10/28: 2859 x 29, Asfalt                                       |
| Lucapa                   | Lunda Norte    | FNLK    | LBZ     | Aeroport de Lucapa                               | 18/36: 2414 x 48, Brut                                         |
| Luena                    | Moxico         | FNUE    | LUO     | Aeroport de Luena                                | 11/29: 2393 x 30, Asfalt                                       |
| Lumbala N'guimbo         | Moxico         | FNBL    | GGC     | Aeroport de Lumbala                              | 10/28: 1966 x 35, Brut                                         |
| Luzamba (Cuango-Luzamba) | Lunda Norte    | FNLZ    | LZM     | Aeroport de Cuango-Luzamba                       | 03/21: 1588 x 61, Asfalt                                       |
| Malanje                  | Malanje        | FNMA    | MEG     | Aeroport de Malanje                              | 13/31: 2204 x 32, Asfalt                                       |
| Maquela do Zombo         | Uíge           | FNMQ    |         | Aeroport de Maquela                              | 07/25: 1469 x 39, Gespa                                        |
| Mbanza Kongo             | Zaire          | FNBC    | SSY     | Aeroport de Mbanza Kongo                         | 17/35: 1832 x 30, Asfalt                                       |
| Menongue                 | Cuando Cubango | FNME    | SPP     | Aeroport de Menongue                             | 13/31: 3560 x 40, Asfalt                                       |
| N'dalatando              | Cuanza Norte   |         | NDF     | Aeroport de N'dalatando                          |                                                                |
| Nzeto                    | Zaire          | FNZE    | ARZ     | Aeroport de Nzeto                                | 04/22: 2192 x 27, Gespa                                        |
| Namibe                   | Namibe         | FNMO    | MSZ     | Aeroport de Namibe                               | 08/26: 2496 x 45, Asfalt                                       |
| Negaje                   | Uíge           | FNNG    | GXG     | Aeroport de Negage                               | 16/34: 2460 x 33, Asfalt 09/27: 814 x 27, Brut                 |
| Nzagi (Andrada)          | Lunda Norte    | FNZG    | NZA     | Aeroport de Nzagi                                | 08/26: 2207 x 53, Brut                                         |
| Ondjiva                  | Cunene         | FNGI    | VPE     | Aeroport d'Ondjiva Pereira                       | 12/30: 3295 x 35, Asfalt                                       |
| Porto Amboim             | Cuanza Sul     | FNPA    | PBN     | Aeroport de Porto Amboim                         | 06/24: 991 x 30, Asfalt                                        |
| Sanza Pombo              | Uíge           | FNPB    |         | Aeroport de Sanza Pombo                          | 08/26: 1146 x 36, Gespa                                        |
| Saurimo                  | Lunda Sul      | FNSA    | VHC     | Aeroport Henrique de Carvalho                    | 14/32: 3402 x 45, Asfalt                                       |
| Soyo                     | Zaire          | FNSO    | SZA     | Aeroport de Soyo                                 | 07/25: 2121 x 50, Asfalt                                       |
| Sumbe                    | Cuanza Sul     | FNSU    | NDD     | Aeroport de Sumbe                                | 05/23: 951 x 22, Asfalt                                        |
| Toto                     | Uíge           | FNTO    |         | Aeroport de Xamindele                            | 11/29: 1548 x 36, Gespa                                        |
| Uíge                     | Uíge           | FNUG    | UGO     | Aeroport de Uíge                                 | 01/19: 2006 x 31, Asfalt                                       |
| Waku-Kungo (Waco Kungo)  | Cuanza Sul     | FNWK    | CEO     | Aeroport de Waku Kungo                           | 07/25: 1993 x 32, Asfalt                                       |
| Xangongo                 | Cunene         | FNXA    | XGN     | Aeroport de Xangongo                             | 03/21: 2265 x 30, Asfalt                                       |